# Wohn- und Wirtschaftsgebäude Claus-Gieschen-Straße 5
Das Wohn- und Wirtschaftsgebäude Claus-Gieschen-Straße 5 nordwestlich der Kirche im Zentrum der niedersächsischen Gemeinde Loxstedt, im Landkreis Cuxhaven, stammt vom Anfang des 19. Jahrhunderts. Aktuell (2024) wird es als Wohnhaus und landwirtschaftlich genutzt.
Das Gebäude steht unter Denkmalschutz (siehe auch Liste der Baudenkmale in Loxstedt).

## Beschreibung
Das eingeschossige traufständige Wohn- und Wirtschaftsgebäude als Zweiständer-Hallenhaus in Fachwerk mit Steinausfachungen, mit reetgedecktem Krüppelwalmdach, Niedersachsengiebel mit Uhlenloch und Grooter Door mit Korbbogen sowie eckigen Fenstern, wurde um 1810 gebaut. Der Wohnteil mit Steilgiebel und Satteldach wurde um 1890 in Backsteinmauerwerk ersetzt.
Die historische Pflasterung vor dem Wirtschaftsgiebel ist erhalten und auch denkmalgeschützt.
Das Landesdenkmalamt befand u. a.: „… regionstypisches Hallenhaus in Zweiständerkonstruktion ….“